# Nancy Sinatra
Nancy Sandra Sinatra (Jersey City, 8 giugno 1940) è una cantante e attrice statunitense.
Ebbe grandissimo successo soprattutto negli anni sessanta, con classici che sono diventati il simbolo di una generazione, come These Boots Are Made for Walkin' (1965), Sugar Town e Somethin' Stupid.

## Biografia
È la primogenita del cantante Frank Sinatra (1915-1998) e della prima moglie Nancy Barbato (1917-2018). Cresce a contatto con le star che frequentano casa Sinatra e, fin dalla metà degli anni cinquanta, si avvicina al mondo della musica e dello spettacolo, accompagnando il padre in alcune tournée per il mondo, come in Australia, nel 1957. Alla fine del decennio duetta con il padre nello spettacolo televisivo Frank Sinatra Timex Show, realizzato insieme ad altre celebrità per dare il bentornato a Elvis Presley al termine del servizio militare assolto in Germania Ovest. Si esibisce inoltre come ballerina in stacchetti musicali.

### Gli anni '60
Nel 1961 inizia a lavorare per l'etichetta discografica fondata dal padre, la Reprise Records. Il primo 45 giri, Cuff Links and a Tie Clip, viene praticamente ignorato dal pubblico. Il successivo Like I Do riscontra un tiepido successo in patria, tuttavia viene accolto più favorevolmente in Giappone e in Europa, dove fa presa grazie al motivo, che cita la celebre Danza delle ore della Gioconda di Amilcare Ponchielli.
Dopo lo scarso esito di questi primi tentativi discografici, Nancy Sinatra decide di studiare musica e di dare una svolta decisiva alla sua immagine, trasformandosi da timida figlia di immigrati italiani a "bomba sexy". Il produttore musicale Lee Hazlewood le impone di cantare usando tonalità più basse e le consiglia di abbandonare la melodia tradizionale a favore di uno stile vocale più moderno e aggressivo.
All'inizio del 1966 pubblica così il primo album dal titolo Boots, che contiene il successo milionario These Boots Are Made for Walkin' Nello stesso anno registra altri due long playing: How Does That Grab You? e Nancy in London, in cui mescola brani inediti a reinterpretazioni di successi popolari. Nel 1967 viene scelta per cantare il brano You Only Live Twice, scritto da John Barry con testo di Leslie Bricusse per i titoli di testa di Agente 007 - Si vive solo due volte, quinto film di James Bond, interpretato da Sean Connery. 

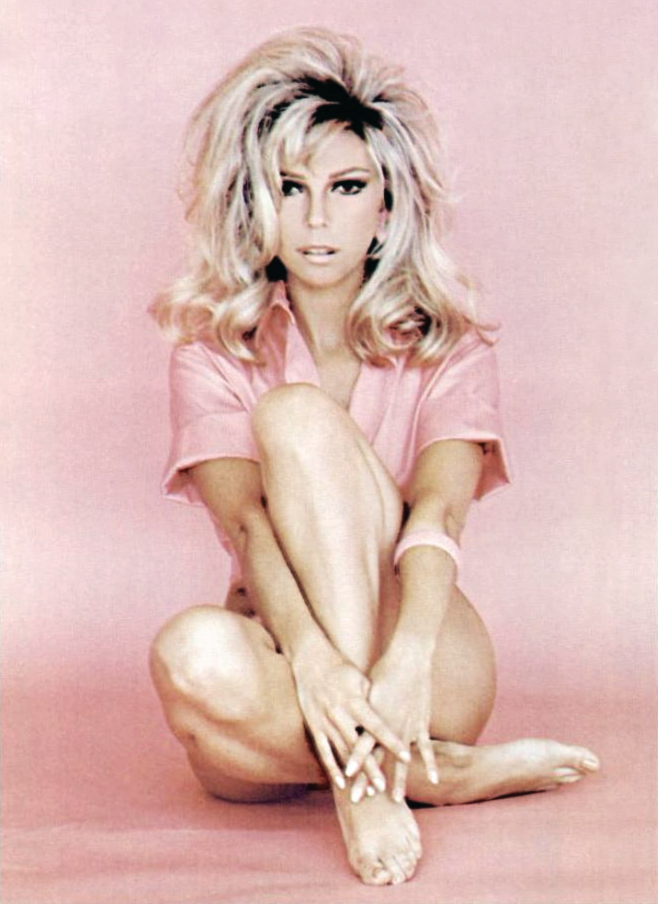
La Sinatra nel 1971

Sempre nel 1967, celebre è il suo duetto con il padre nella canzone Somethin' Stupid, che ebbe un successo mondiale, ripresa in anni recenti da Robbie Williams, che l'ha cantata insieme a Nicole Kidman. Nello stesso periodo la Sinatra appare anche sul grande schermo in Patto a tre (1965), a fianco del padre, poi nella commedia horror Il castello delle donne maledette (1966) e nella commedia A tutto gas (1968), come coprotagonista di Elvis Presley.

### Anni '70 e '80
Nel 1970 Nancy Sinatra abbandona la Reprise e l'anno successivo firma un contratto con la RCA Records, incidendo tre album: Nancy & Lee – Again (1971), Woman (1972) e un album dal vivo in cui interpreta alcuni suoi vecchi brani con il titolo This Is Nancy (1973).
Nell'autunno 1971, il suo duetto con Lee Hazlewood Did You Ever? entra in classifica nel Regno Unito, raggiungendo il secondo posto tra i dischi più venduti. Nel 1972 i due realizzano il film Nancy & Lee in Las Vegas che, oltre a documentare le loro esibizioni al Riviera Hotel di Las Vegas, alternandole con scene girate dietro le quinte, contiene anche interviste a sua madre Nancy Barbato e a suo marito Hugh Lambert. Il film tuttavia è trasmesso solo nel 1995. Nel 1973 incide anche il singolo Sugar Me/Ain't No Sunshine. Sugar Me, scritto da Lynsey De Paul e Barry Blue, è stato ripubblicato su CD solo nel 1998 insieme ad altre cover nell'album How Does It Feel?.
Dopo il contratto con RCA, registra alcuni singoli per l'etichetta Private Stock Records, tra cui Kinky Love, che a causa del suo testo audace, viene bandita da alcune radio statunitensi. 
Nella seconda metà degli anni '70 Nancy dirada la sua attività discografica fino a fermarsi completamente per dedicarsi alla famiglia. Ritorna negli studi di registrazione solo nel 1981 per Mel & Nancy, un album in duo con il cantante country Mel Tillis.
Nel 1985 viene dato alle stampe il suo libro Frank Sinatra, My Father.

### Anni '90
Nel maggio 1995, all'età di 54 anni, Nancy Sinatra posa per Playboy e compare in alcune trasmissioni televisive per la promozione del suo album One More Time. Riguardo a queste ultime apparizioni trasgressive, le venne chiesto cosa ne pensasse suo padre: lei affermò che il padre non solo era favorevole e contento del suo successo, ma che le aveva consigliato di raddoppiare le sue richieste di compenso.
Con Lee Hazlewood dà il via a un lungo tour che li vede impegnati nei locali del Nord America, dalla House of Blues alla Viper Room, dal Whiskey-a-Go-Go al Mama Kin a Boston, al Trocadero a Philadelphia, e al The Fillmore. La Sundazed Records inizia una rimasterizzazione e una riedizione degli album della Sinatra sotto la Reprise, includendo booklet fotografici e tracce bonus. Nel 1995 pubblica la biografia su suo padre Frank Sinatra: An American Legend.
Nancy & Lee 3 è il titolo dell'album che i due cantanti realizzano nel 2003, esclusivamente per il mercato australiano.
Nello stesso anno la sua vecchia versione del classico di Sonny Bono Bang Bang (My Baby Shot Me Down), già portata al successo da Cher (e in Italia dall'Equipe 84, da Dalida e vari altri), estrapolata dall'album How Does That Grab You?, riacquista enorme popolarità in tutto il mondo: è nella colonna sonora di Kill Bill: Volume 1, film di Quentin Tarantino interpretato da Uma Thurman. Nel 2005 la canzone viene reinterpretata da vari artisti hip-hop e di musica dance, come gli AudioBullys e Young Buck, ma anche da artiste R&B come Melanie Durrant. Nel 2004 collabora con Morrissey, suo concittadino a Los Angeles, nella registrazione di una nuova versione di Let Me Kiss You. Il singolo si piazza alla posizione numero 46 nella top chart UK, lanciando di nuovo la Sinatra con un hit a tutti gli effetti dopo ben 30 anni. Il singolo successivo Burnin'Down the Spar è invece un fallimento nelle classifiche.
Intanto l'album To Nancy, with Love, esce sul mercato mondiale. È una raccolta di brani che vede la partecipazione di artisti e gruppi come Calexico, Sonic Youth, U2, Pulp's Jarvis Cocker, Steven Van Zandt, Jon Spencer e Pete Yorn, i quali hanno tutti più volte dichiarato l'influenza della cantante sulla propria produzione. Ciascuno di loro scrive appositamente per lei una canzone da interpretare per l'album. È di due anni dopo la raccolta The Essential Nancy Sinatra, con la bonus track Machine Gun Kelly. la raccolta celebra i 40 anni di carriera riproponendo brani selezionati da ogni periodo importante nella carriera dell'artista. Il lavoro ha un indice di ascolti medio, finisce infatti alla settantatreesima posizione sulle classifiche UK. Sinatra registra poi Another Gay Sunshine Day per Another Gay Movie nel 2006. L'11 maggio 2006 riceve la stella sulla celebre Walk Of Fame, nel giorno che il sindaco di Hollywood, Johnny Grant, dichiara essere il "Nancy Sinatra Day".
Sinatra interpreta se stessa in un episodio dell'ultima stagione della serie televisiva I Soprano, dove già suo fratello Frank Jr. Era apparso in un cameo. Sinatra registra successivamente un annuncio su Deejay Ra's 'Hip-Hop Literacy, avviando una campagna di incoraggiamento e sostegno sulle sceneggiature di Quentin Tarantino e la loro pubblicazione. Nel settembre 2009 pubblica il primo album in digitale, Cherry Smiles: The Rare Singles, contenente tracce inedite o solo presenti nei 45 giri. Sinatra conduce un programma radiofonico su Sirius Satellite Radio, intitolato Siriusly Sinatra.

## Vita privata
Nancy Sinatra è figlia di Frank Sinatra. È anche sorella maggiore di Frank Sinatra Jr. e Tina Sinatra. La Sinatra si è sposata due volte: con Tommy Sands, dal 1960 al 1965 e con Hugh Lambert, dal 1970 al 1985. Nel 1974 rese nonno per la prima volta Frank Sinatra, dando alla luce Angela Jennifer Lambert. Anni dopo diede alla luce la secondogenita, Amanda Kate Lambert.
Riguardo all'ultima moglie di suo padre, Barbara Sinatra, ebbe a dire: «Il ruolo della ‘vedova inconsolabile’ non fa per lei, e dopo aver sepolto papà nel maggio scorso Barbara è di nuovo in pista». Con questa battuta piuttosto acida prese di mira la matrigna, con la quale né lei né il compianto fratello Frank jr. e la sorella Tina avevano mai avuto rapporti molto amichevoli. A indispettire Nancy era l’enorme attenzione che, appena dopo la morte di The Voice, le cronache “rosa” dei giornali americani avevano dedicato alla vedova di Frank Sinatra.
Nancy Sinatra è inoltre molto attiva in favore dei veterani, soprattutto della guerra del Vietnam, e in passato - in ragione di questa continua attività - è stata nominata "Berretto verde" onorario.

## Discografia

### Album solisti in studio
- Boots (1966)
- How Does That Grab You? (1966)
- Nancy in London (1966)
- Sugar (1967)
- Nancy (1969)
- Woman (1973)
- California girl (2002)
- Nancy Sinatra (2004)
- The Essencial Nancy Sinatra (2006)
- Shifting Gears (2013)

### Album live
- Nancy's Greatest Hits (1970)
- This is Nancy (1973)

### Colonne sonore
- Movin' with Nancy

### Con Lee Hazlewood
- Nancy and Lee (1969)
- Nancy and Lee again (1972)
- Nancy and Lee 3 (2014)

### Con Mel Tillis
- Mel & Nancy (1981)

## Filmografia

### Cinema
- For Those Who Think Young, regia di Leslie H. Martinson (1964)
- Get Yourself a College Girl, regia di Sidney Miller (1964)
- Patto a tre (Marriage on the Rocks), regia di Jack Donohue (1965)
- Il castello delle donne maledette (The Ghost in the Invisible Bikini), regia di Don Weis (1966)
- Questi pazzi agenti segreti! (The Last of the Secret Agents?), regia di Norman Abbott (1966)
- I selvaggi (The Wild Angels), regia di Roger Corman (1966)
- A tutto gas (Speedway), regia di Norman Taurog (1968)
- Audio Bullys: Shot You Down, cortometraggio, regia di Jonas Odell (2005)

### Televisione
- Il virginiano (The Virginian) – serie TV, episodio 1x20 (1963)
- La legge di Burke (Burke's Law) – serie TV, episodio 1x09 (1963)
- Organizzazione U.N.C.L.E. (The Man from U.N.C.L.E.) – serie TV, 1 episodio (1966)
- Off to See the Wizard – serie TV, 1 episodio (1967)
- I Soprano (The Sopranos) – serie TV, episodio 6x16 (2007)

## Doppiatrici italiane
- Vittoria Febbi in A tutto gas